# Epigomphus camelus
Epigomphus camelus је инсект из реда Odonata и фамилије Gomphidae.

## Угроженост
Ова врста се сматра угроженом.

## Распрострањење
Ареал врсте је ограничен на једну државу, Костарику.

## Станиште
Станишта врсте су шуме и слатководна подручја.